# Allocricetulus eversmanni
El hámster enano de Eversmann (Allocricetulus eversmanni) es una especie de roedor miomorfo de la familia Cricetidae.

## Distribución
Es endémico de Kazajistán. 